# Патара-Сахвлари
Патара-Сахвлари (груз. პატარა სახვლარი) — село в Грузии, на территории Харагаульского муниципалитета края (мхаре) Имеретия.

## География
Село находится в западной части Грузии, к северу от реки Чхеримелы, на расстоянии 13 километров к юго-востоку от посёлка городского типа Харагаули, административного центра муниципалитета. Абсолютная высота — 792 метра над уровнем моря.

## Население
По результатам официальной переписи населения 2014 года, в Патара-Сахвлари проживало 2 человека (1 мужчина и 1 женщина). В национальной структуре населения грузины составляли 100 %.
| Год  | Население, человек |
| ---- | ------------------ |
| 2002 | 7                  |
| 2014 | ↘ 2                |